# سیارک ۷۰۴۶
سیارک ۷۰۴۶ (به انگلیسی: 7046 Reshetnev، نامگذاری:1977QG2) هفت هزار و چهل و ششمین سیارک کشف شده‌است که در ۲۰ اوت ۱۹۷۷ کشف شد.
قدر مطلق سیارک برابر ۱۱٫۶۰ است.